# 260

## Nașteri
- dată necunoscută: Macrina cea Bătrână  (d. 340)

## Decese
- dată necunoscută: Valerian  (n. 200)
- dată necunoscută: Saloninus  (n. 242)
- dată necunoscută: Regalianus  (n. ?)
- dată necunoscută: Ingenuus  (n. ?)
- dată necunoscută: Sulpicia Dryantilla  (n. ?)